# Apopyllus
Genre
Apopyllus est un genre d'araignées aranéomorphes de la famille des Gnaphosidae.

## Distribution
Les espèces de ce genre se rencontrent en Amérique du Sud et au Mexique.

## Liste des espèces
Selon World Spider Catalog (version 20.5, 17/09/2019) :
- Apopyllus aeolicus Azevedo, Ott, Griswold & Santos, 2016
- Apopyllus atlanticus Azevedo, Ott, Griswold & Santos, 2016
- Apopyllus centralis Azevedo, Ott, Griswold & Santos, 2016
- Apopyllus gandarela Azevedo, Ott, Griswold & Santos, 2016
- Apopyllus huanuco Platnick & Shadab, 1984
- Apopyllus ivieorum Platnick & Shadab, 1984
- Apopyllus kanguery Espejo, Kochalka & Barrett, 2019
- Apopyllus malleco Platnick & Shadab, 1984
- Apopyllus now Platnick & Shadab, 1984
- Apopyllus silvestrii (Simon, 1905)
- Apopyllus suavis (Simon, 1893)

## Publication originale
- Platnick & Shadab, 1984 : A revision of the neotropical spiders of the genus Apopyllus (Araneae, Gnaphosidae). American Museum novitates, no 2788, p. 1-9 (texte intégral).